# Ministerio de Salud Pública y Bienestar Social
El Ministerio de Salud Pública y Bienestar Social (en guaraní, Tesãi ha Teko Porãve Motenondeha) es un organismo del estado paraguayo, dependiente del Poder Ejecutivo de la nación. Tiene a su cargo el área de salud y desarrollo social. Actualmente, la ministra es la Dra. María Teresa Baran Wasilchuk, quien asumió el 15 de agosto de 2023.

## Nómina de ministros
|     | Nombre                           | Período           |
| --- | -------------------------------- | ----------------- |
| 1.  | Pedro Duarte Ortellado           | Junio de 1936     |
| 2.  | Gerardo Buomgermini              | Agosto de 1937    |
| 3.  | Alejandro Dávalos                | Agosto de 1939    |
| 4.  | Ricardo Odriozola                | Enero de 1940     |
| 5.  | Gerardo Buomgermini              | Diciembre de 1940 |
| 6.  | José Soljancic                   | Julio de 1946     |
| 7.  | César Gagliardone                | Enero de 1947     |
| 8.  | Crispín Insaurralde              | Abril de 1948     |
| 9.  | Pedro Hugo Peña                  | Abril de 1949     |
| 10. | Enrique Zacarías Arza            | Mayo de 1954      |
| 11. | Raúl Peña                        | Agosto de 1958    |
| 12. | Fabio Da Silva                   | Enero de 1960     |
| 13. | Dionicio González Torres         | Junio de 1960     |
| 14. | Raúl Peña                        | Julio de 1969     |
| 15. | Adán Godoy Jiménez               | Agosto de 1969    |
| 16. | Juan Manuel Cano M.              | Enero de 1989     |
| 17. | Cynthia Prieto Conti             | Noviembre de 1989 |
| 18. | Cándido Núñez León               | Agosto de 1993    |
| 19. | Andrés Vidovich Morales          | Julio de 1994     |
| 20. | Carmen Frutos de Almada          | Agosto de 1998    |
| 21. | Martín Antonio Chiola            | Marzo de 1999     |
| 22. | José Antonio Mayans              | Enero de 2003     |
| 23. | Julio César Velázquez            | Agosto de 2003    |
| 24. | Teresa León Mendaro              | Mayo de 2005      |
| 25. | Oscar Martínez Doldán            | Junio de 2006     |
| 26. | Esperanza Martínez               | Agosto de 2008    |
| 27. | Antonio Arbo                     | Junio de 2012     |
| 28. | Antonio Carlos Barrios           | Agosto de 2013    |
| 29. | Carlos Ignacio Morínigo Aguilera | Enero de 2018     |
| 30. | Julio Mazzoleni                  | Agosto de 2018    |
| 31. | Julio César Borba Vargas         | Marzo de 2021     |